# William Skeoch Cumming
William Skeoch Cumming (* 28. Dezember 1864 in Edinburgh; † 10. April 1929 ebenda) war ein schottischer Aquarellist, der hauptsächlich Porträts und Motive aus der schottischen Militärgeschichte malte. Er entwarf und produzierte auch vier große Wandteppiche. Eine gewisse Bedeutung haben Cummings Fotografien aus dem Zweiten Burenkrieg erlangt, derentwegen Cumming auch als früher Kriegsfotograf gelten kann.

## Lebensweg

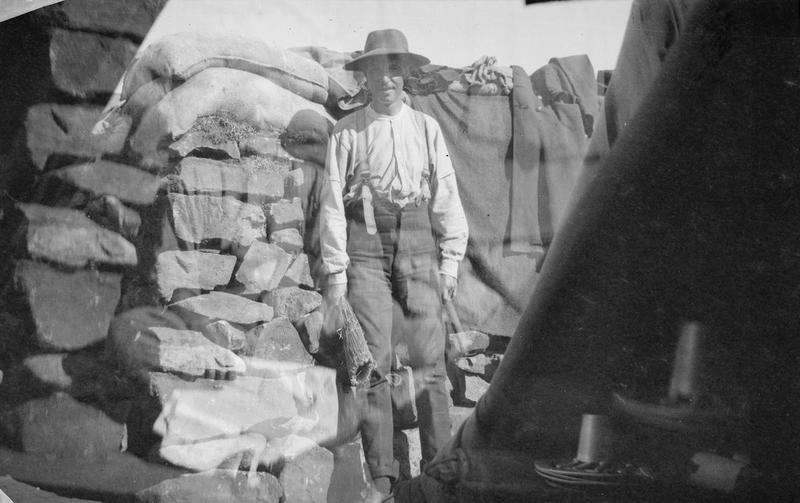
William Skeoch Cumming im Burenkrieg

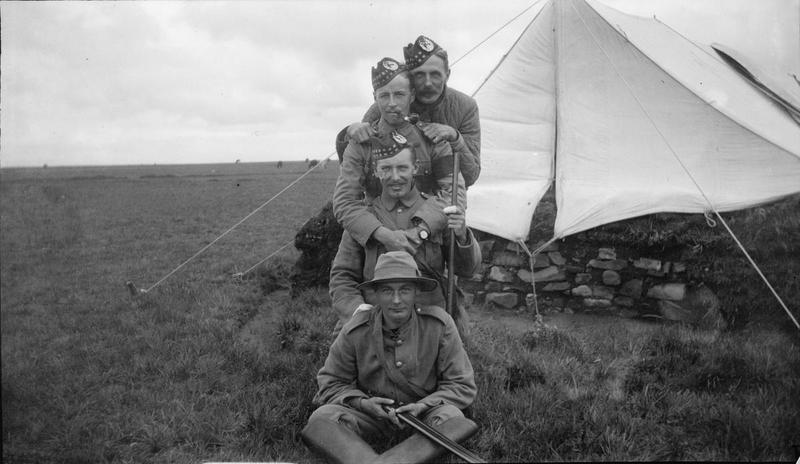
Cumming ist der oberste bzw. hinterste in dieser Reihe.

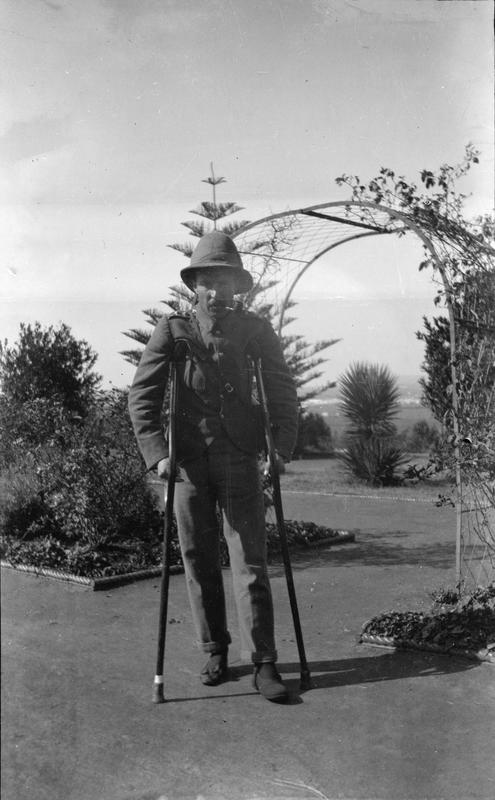
Britischer Soldat an Krücken, mglw. William Skeoch Cumming

Der Schotte William Skeoch Cumming war der vierte Sohn des Malers John Cumming (1824–1908) und von Jane Skeoch, einer Cousine des schottischen Landschaftsmalers Horatio McCulloch. Schon früh übte John Cumming mit seinem Sohn William das Skizzieren. John Cumming befasst sich auch mit Photographie und beteiligte sich schon im Jahr 1852 an der weltweit ersten reinen Photoausstellung in London, der von der Royal Society of Arts veranstalteten „Exhibition of Recent Specimens of Photography“.
William erhielt eine künstlerische Ausbildung am Edinburgh College of Art und an der Royal Scottish Academy. Danach arbeitete er zunächst als Bühnenmaler am Theatre Royal in Edinburgh. Einige seiner Zeichnungen aus dem schottischen Alltagsleben wurden 1896 in der Zeitschrift Black & White abgedruckt.
Im Zweiten Burenkrieg (1899–1902) kämpfte William Skeoch Cumming als freiwilliger britischer Soldat. Er diente in der berittenen 19. Kompanie der „Imperial Yeomanry“ unter dem Kommando von Sir James Percy Miller (1864–1906), den er hoch zu Ross porträtierte. Cummings Kompanie ging am 23. Februar 1900 an Bord der SS Carthaginian, mit der er am 19. März 1900 Kapstadt erreichte. Das Geschehen während des südafrikanischen Feldzuges hielt Cumming in Skizzen für Aquarelle und in mehr als 300 Photographien fest, die sich heute im Bestand des Imperial War Museums befinden. Cumming ist damit einer der frühen Kriegsfotografen, die zu den kämpfenden Truppen gehörten.
Cumming erkrankte auf dem südafrikanischen Feldzug an der Durchfallkrankheit Ruhr. Möglicherweise wurde er auch verwundet; es gibt in Cummings Bestand Photographien eines britischen Soldaten an Krücken, der ihm zumindest ähnlich sieht. Durch Photographien belegt ist, dass William Skeoch Cumming sich im General Hospital 22 in Pretoria aufgehalten hat. 
Cumming diente später beim Scottish Horse Regiment.
In Edinburgh lebte er bei seiner älteren Schwester und deren Familie. Sein Atelier befand sich zunächst in der Queen Street 28, später in der Buckingham Terrace 31.
Ab dem Jahr 1912 bis zu seinem Tod 1929 widmete er sich dem Entwurf und der Herstellung von vier großen Wandteppichen.
Erst kurz vor seinem Tod im Jahre 1929 heiratete William Skeoch Cumming die Aquarellistin Isabella „Belle“ Sutton.
William Skeoch Cumming ist auf dem Dean Cemetery in Edinburgh beerdigt.

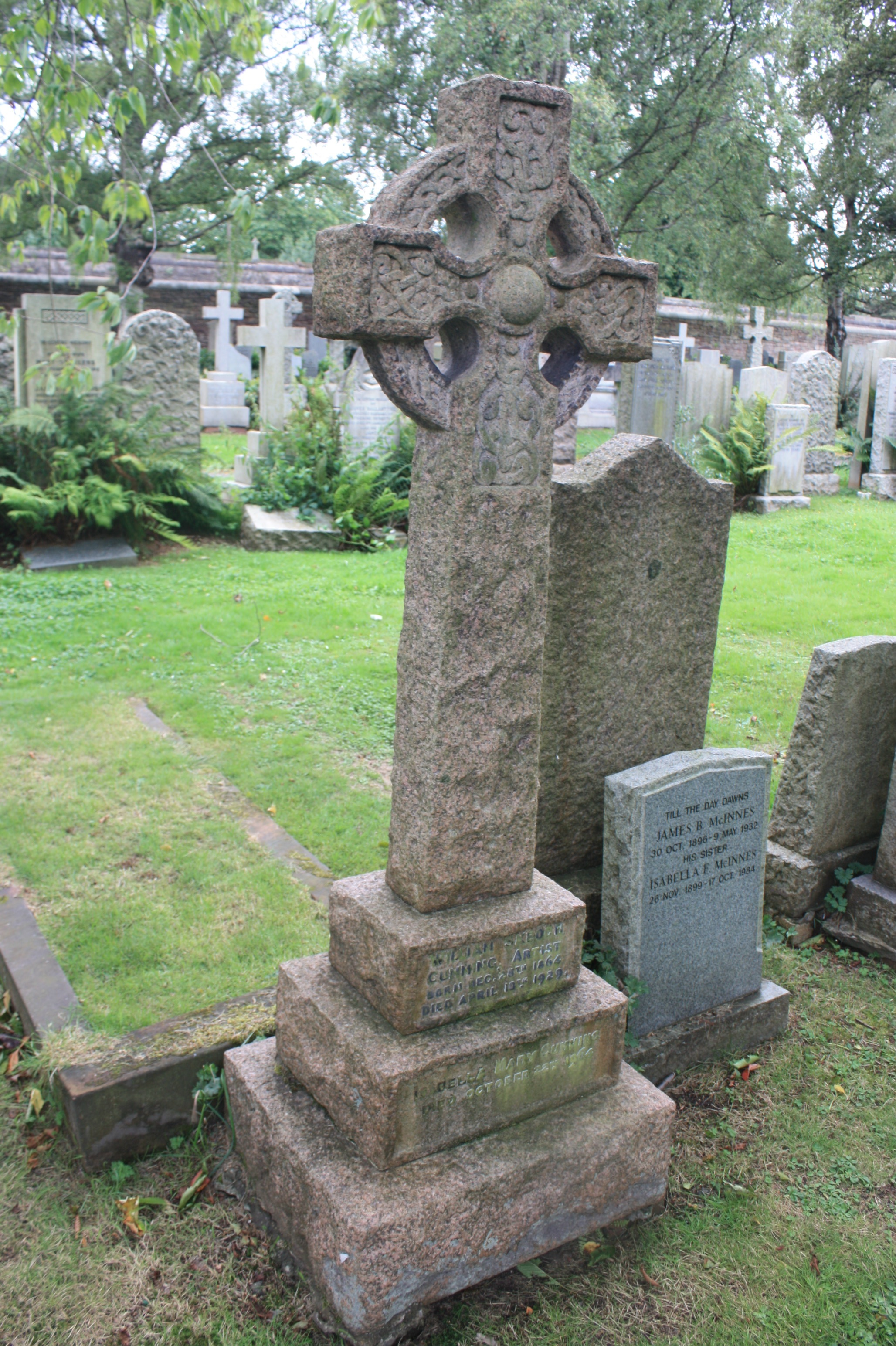
Das Grabmal von William Skeoch Cumming auf dem Dean Cemetery in Edinburgh

## Photographien aus Indien von William Skeoch Cumming
Das Imperial War Museum schreibt William Skeoch Cumming einige Photographien aus Indien zu – demnach muss er sich zeitweilig auch in dieser damaligen britischen Kolonie aufgehalten haben, namentlich in Delhi.

William Skeoch Cumming zugeschriebene Photographien aus Indien im Imperial War Museum
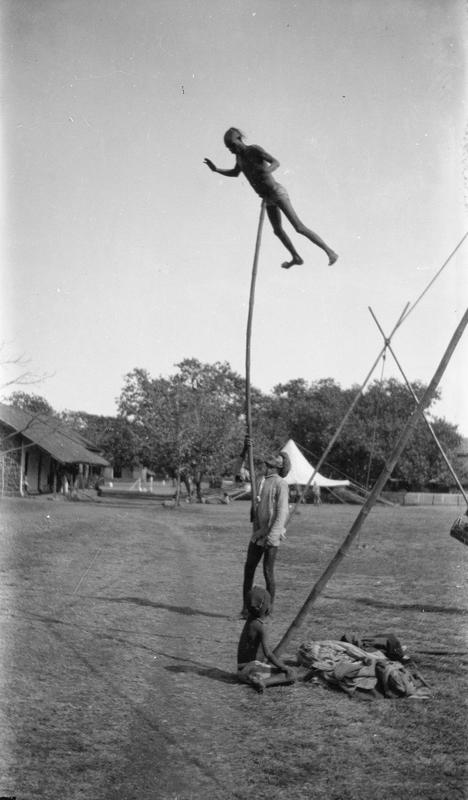
Indian man holding his companion up …
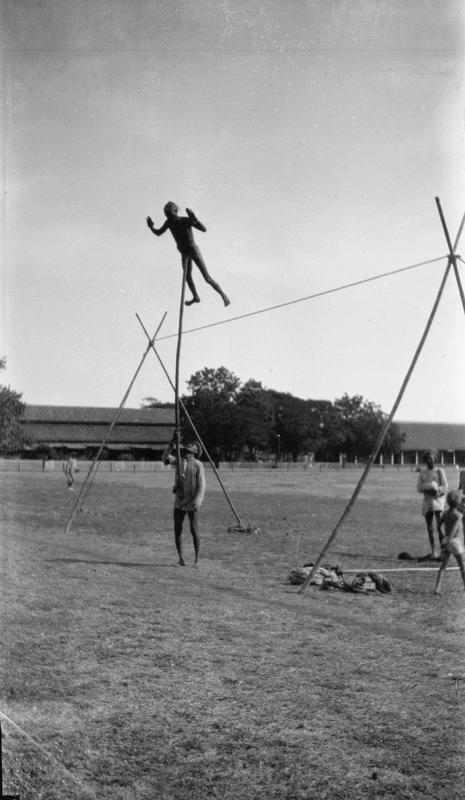
Indian man holding his companion up …
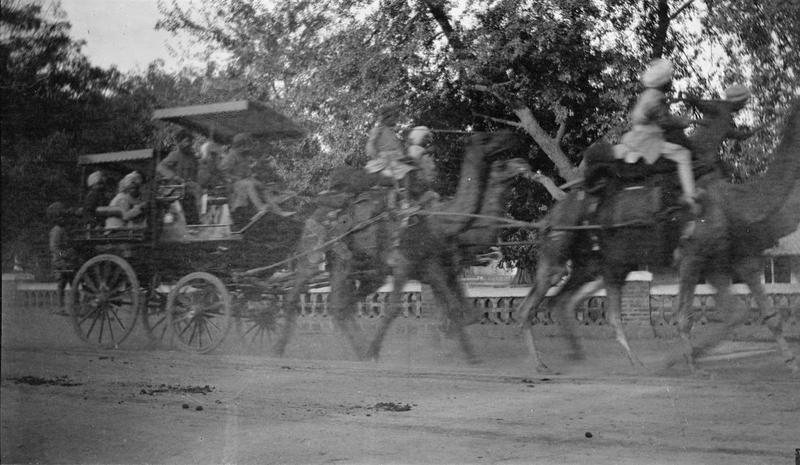
Camel drawn cart on streets of one of the Indian cities
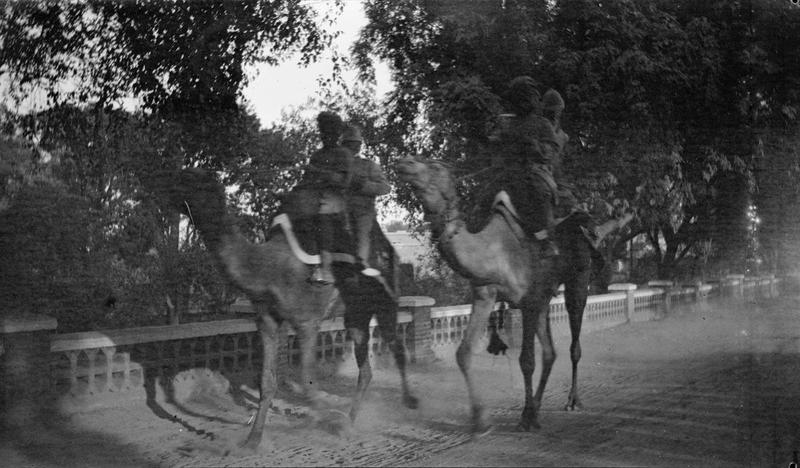
Indian natives riding dromader camels
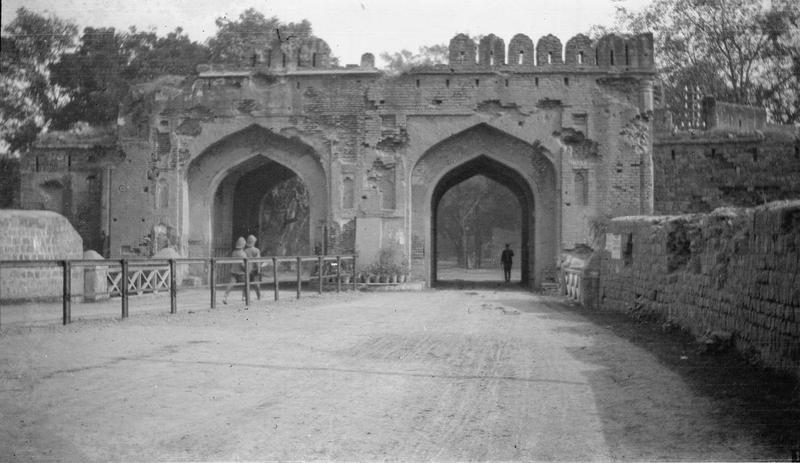
The Kashmir Gate in Delhi, India
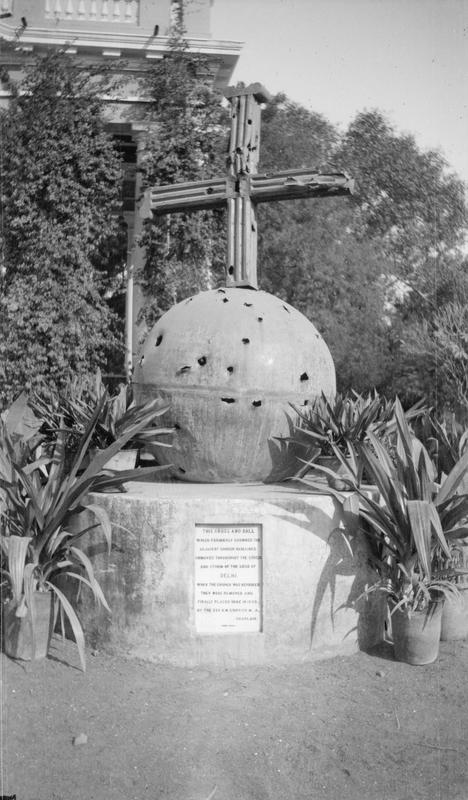
Cross and Ball monument from a church in Delhi, India …
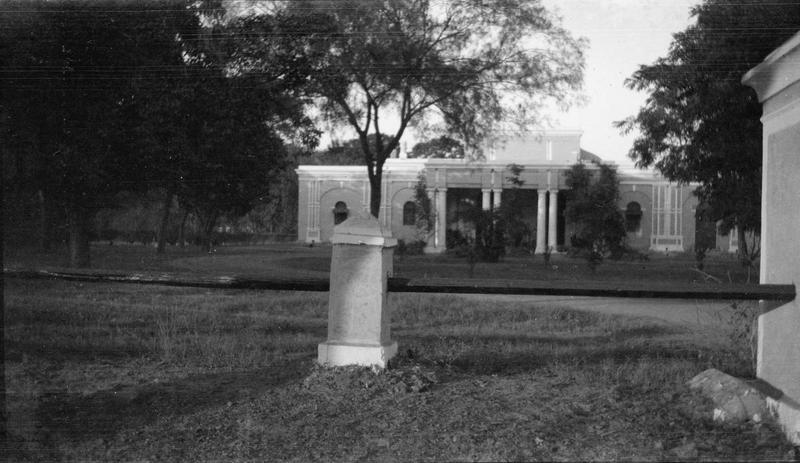
One of the palaces in Delhi, India
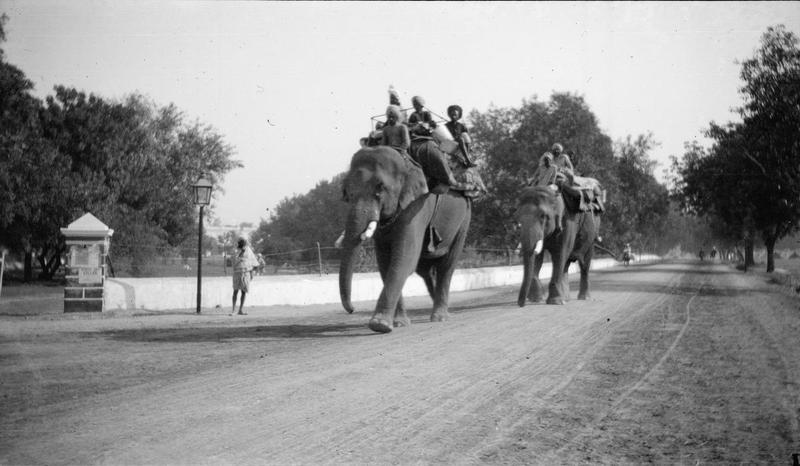
Indian natives riding elephants in Delhi, India
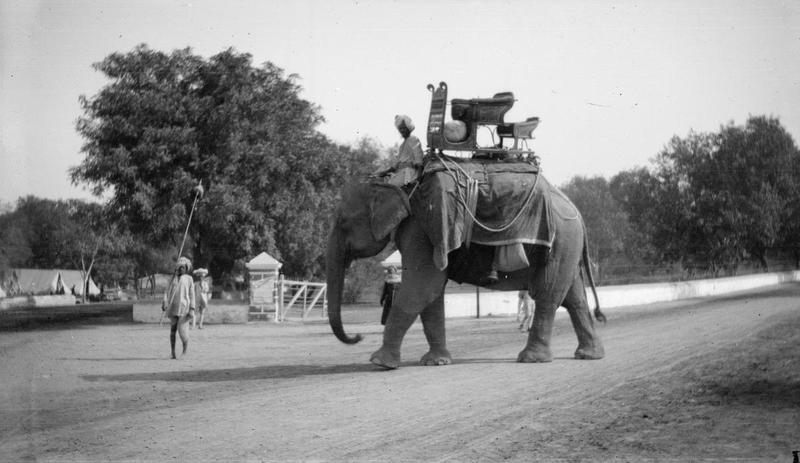
Indian natives riding elephants in Delhi, India
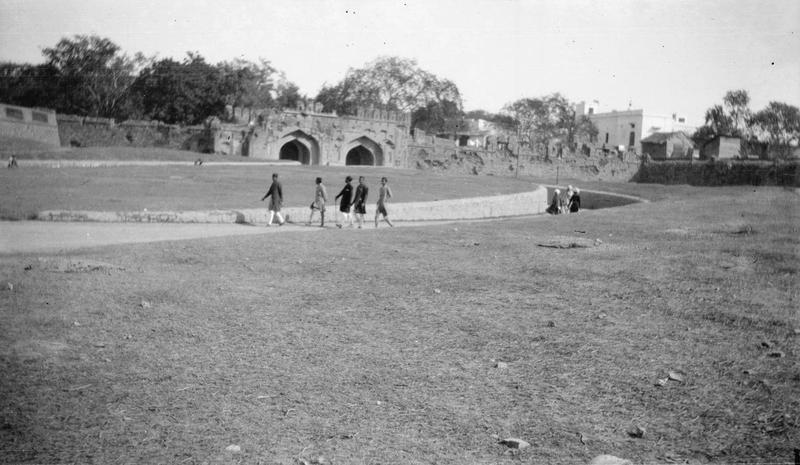
Group of Indian natives passing by an old fortress in Delhi, India
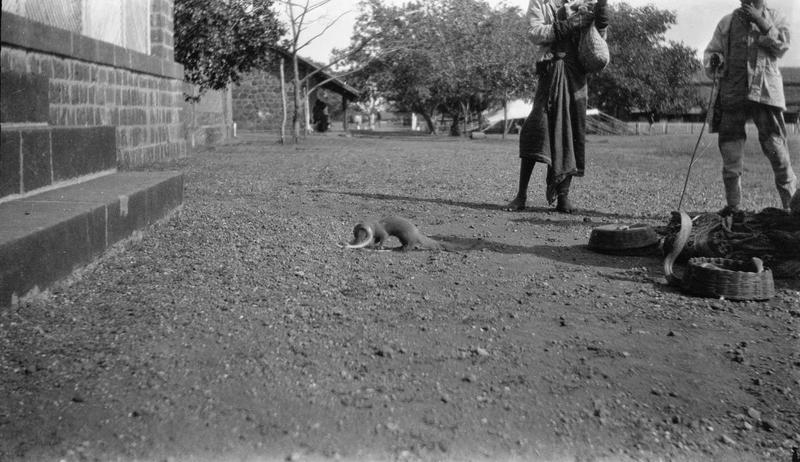
British soldier and an Indian native watching a fight between mongoose and a cobra …
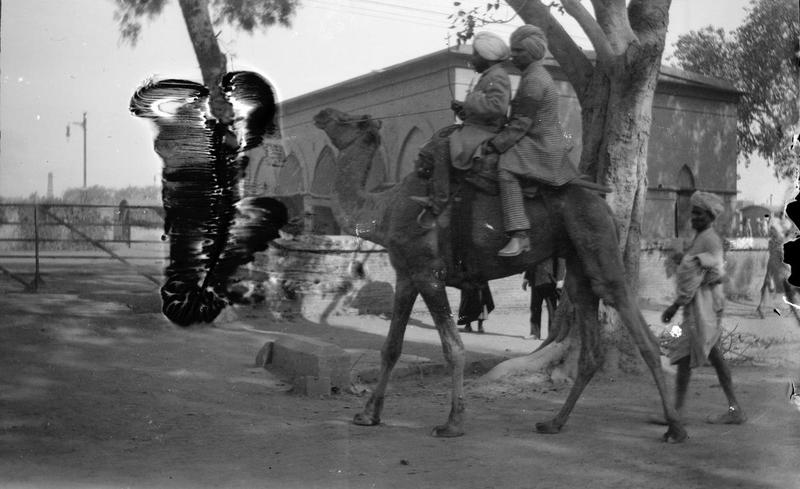
Indian natives riding a dromader camel

## Skizzen und Gemälde von William Skeoch Cumming (Auswahl)

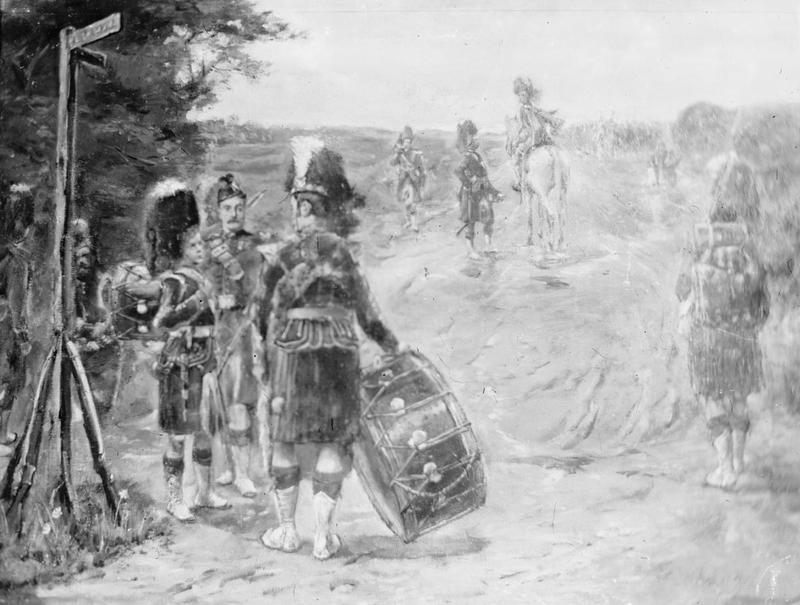
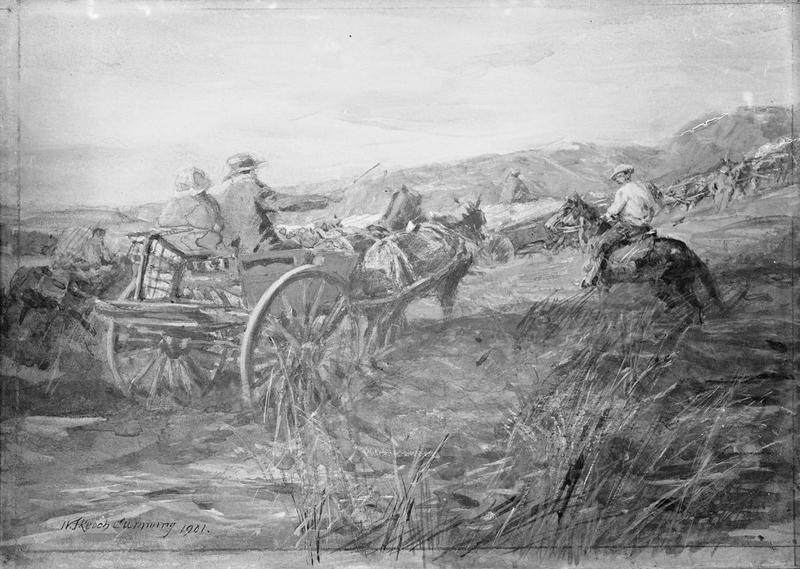
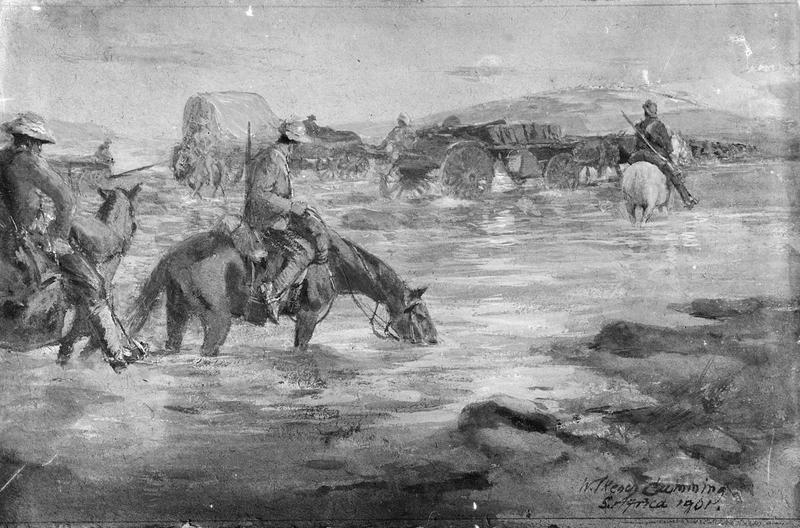
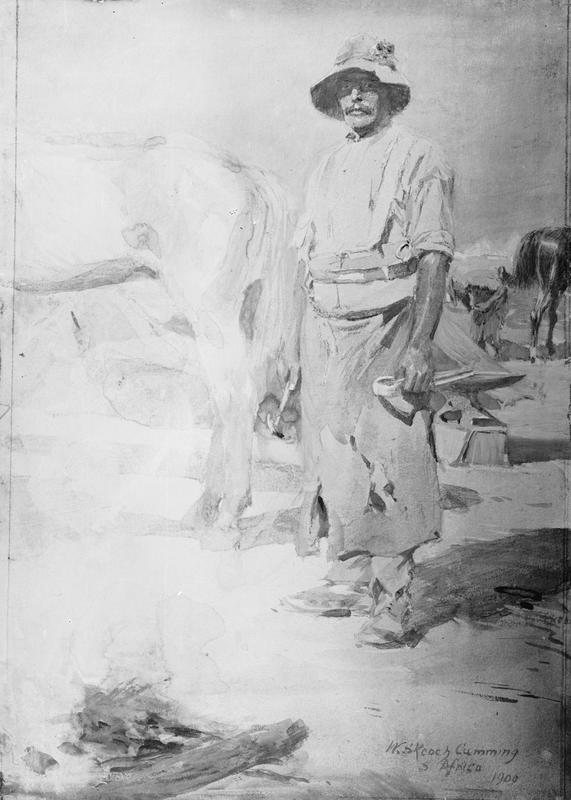
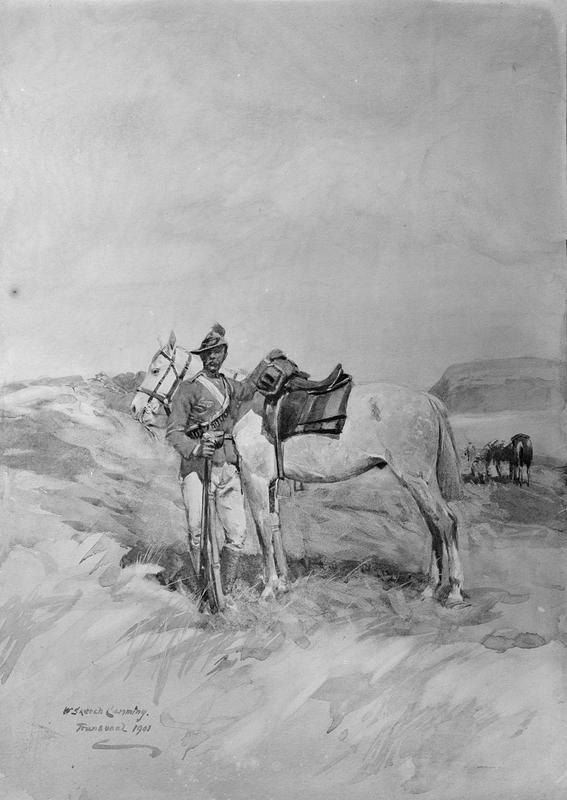
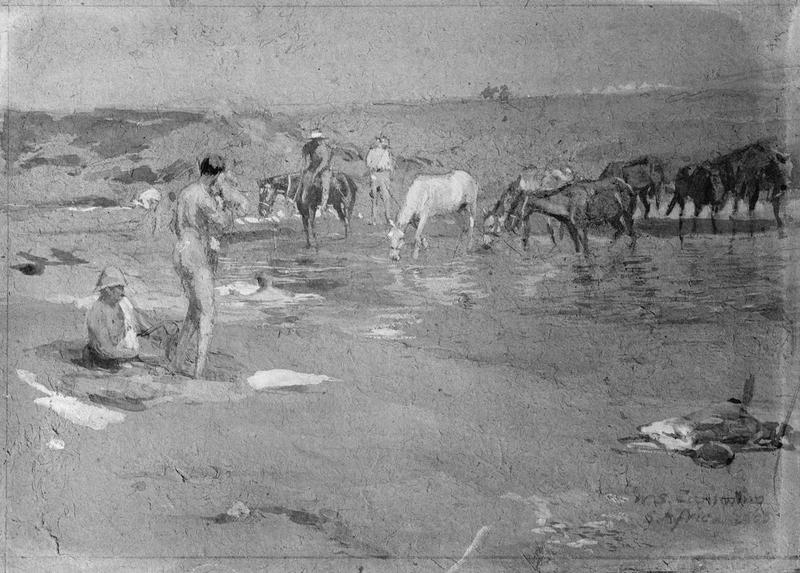
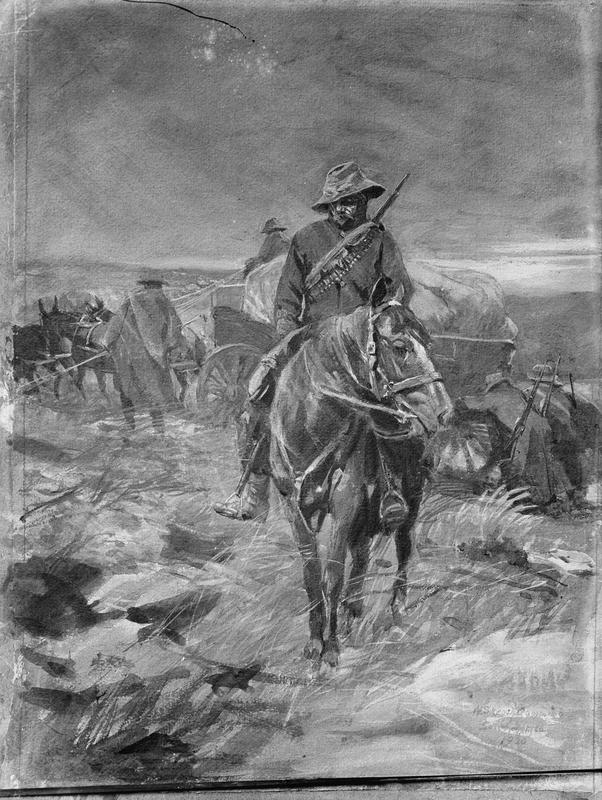
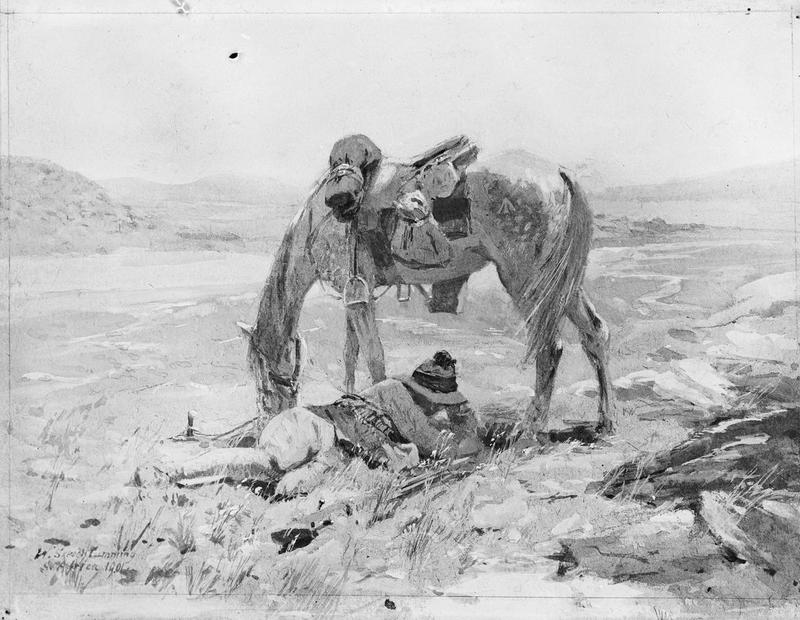
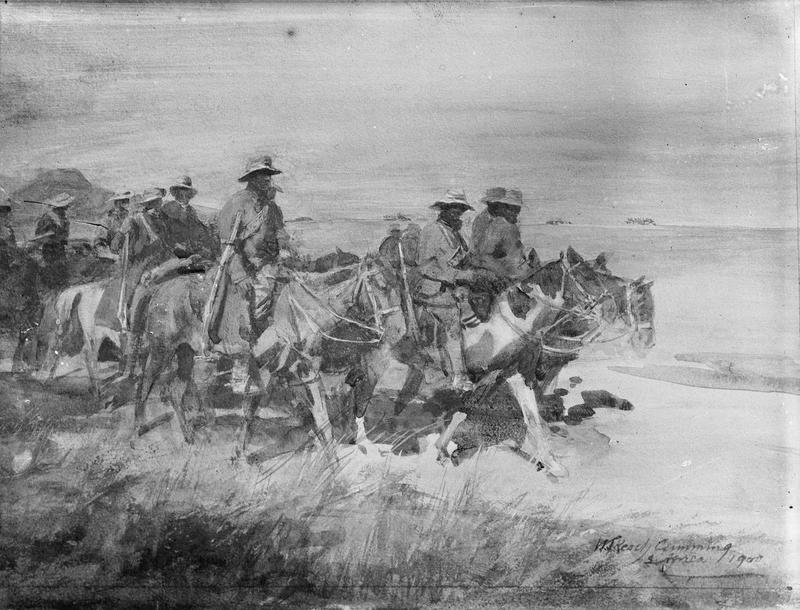
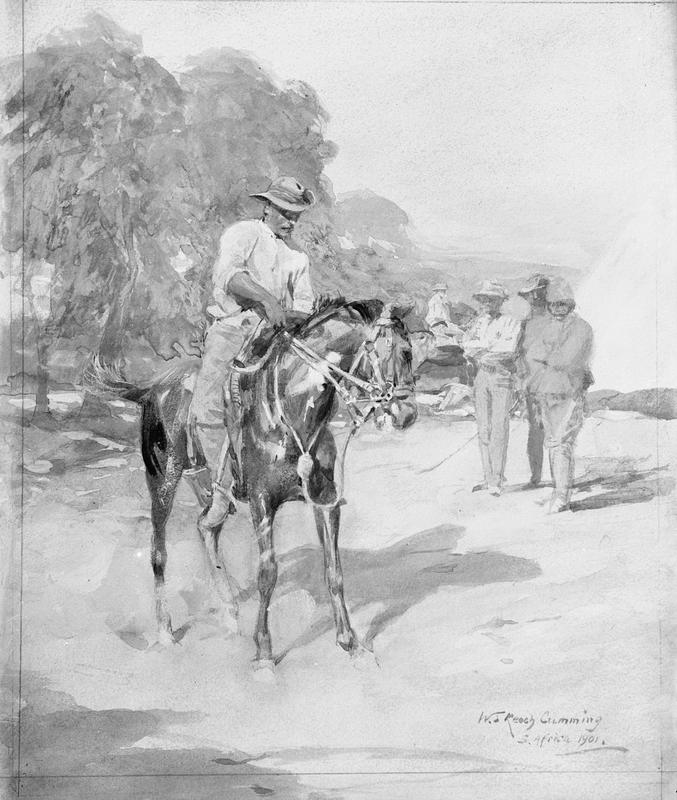
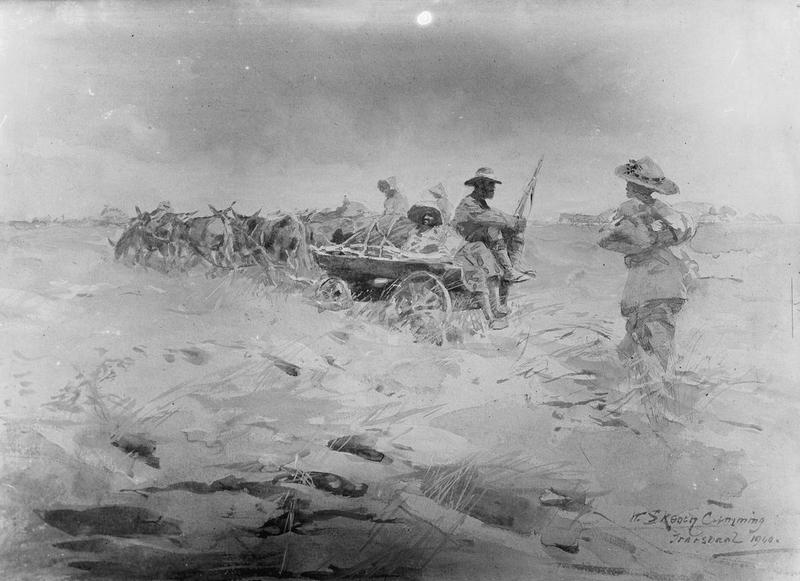
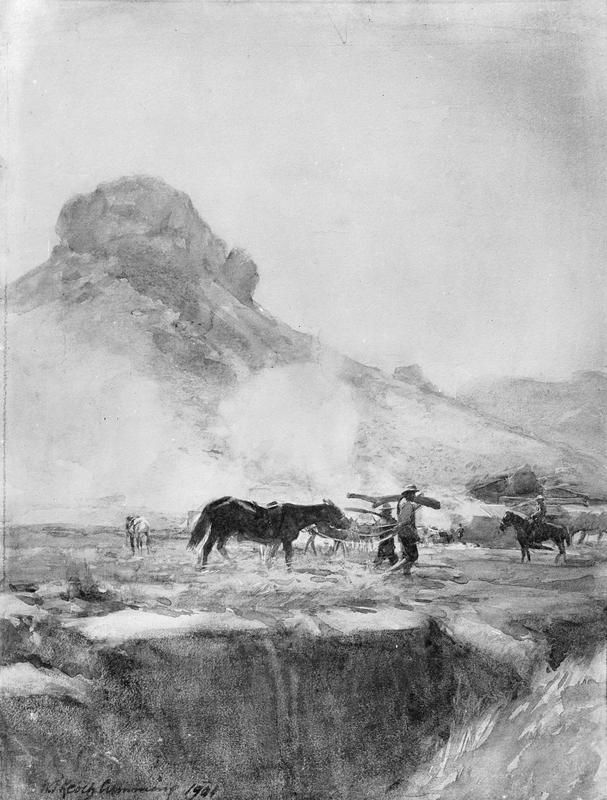
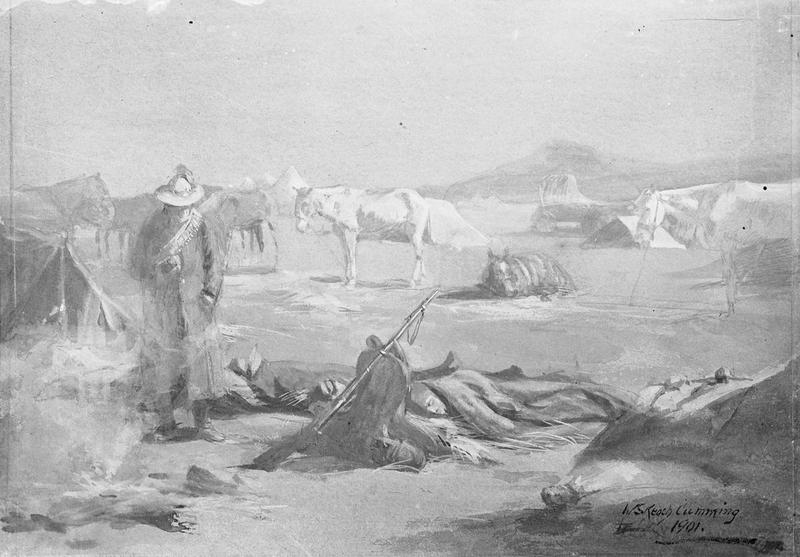
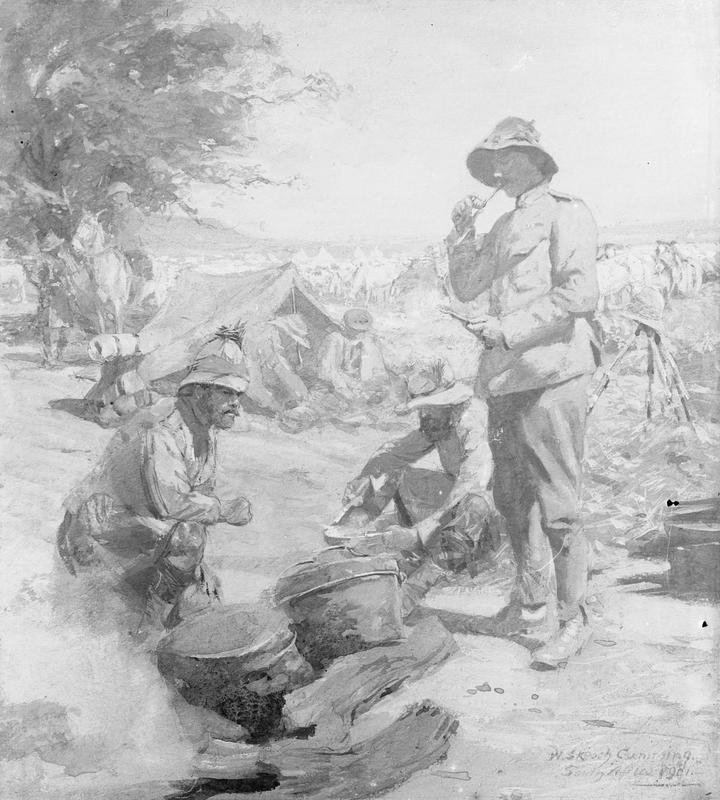
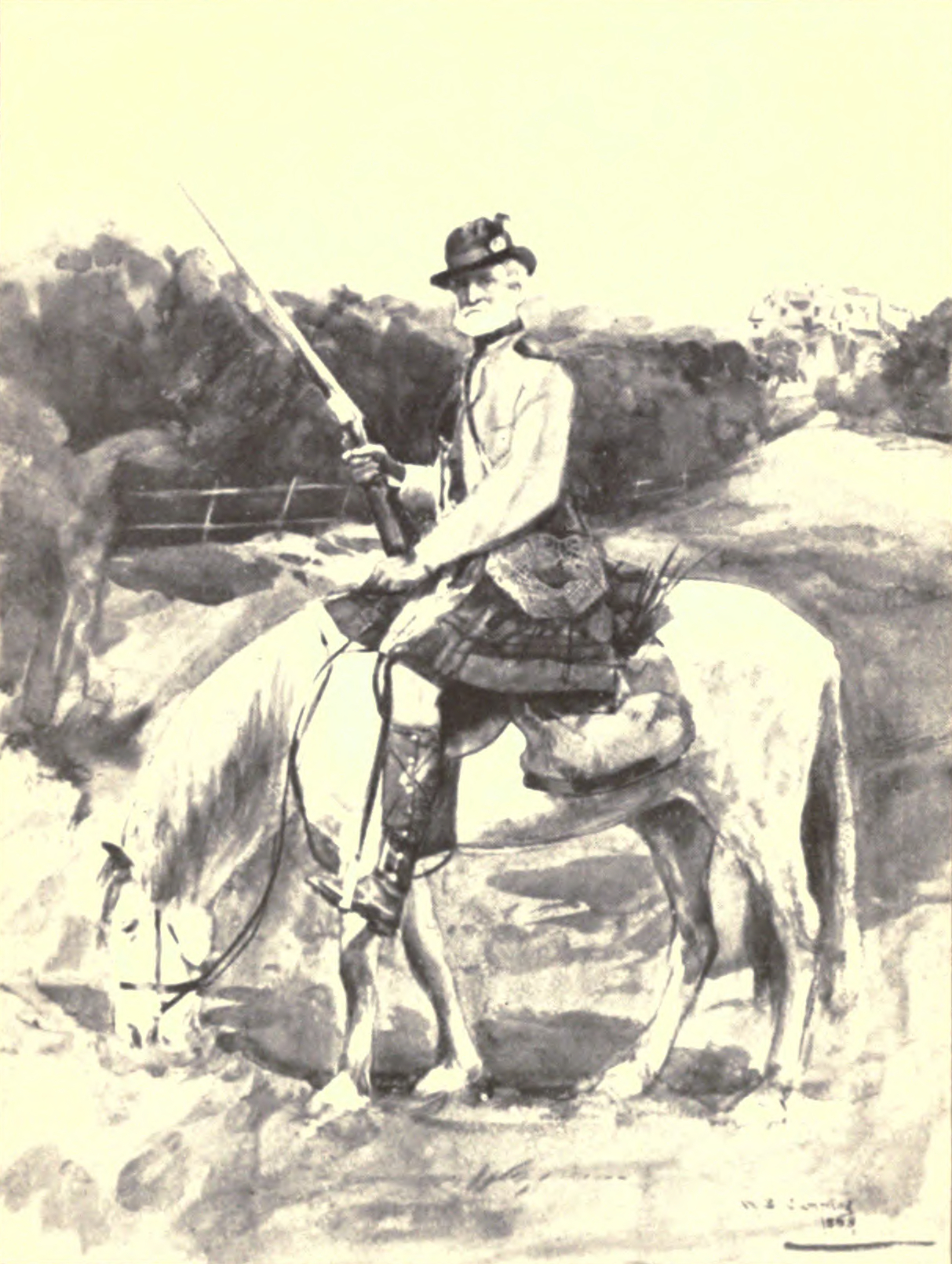
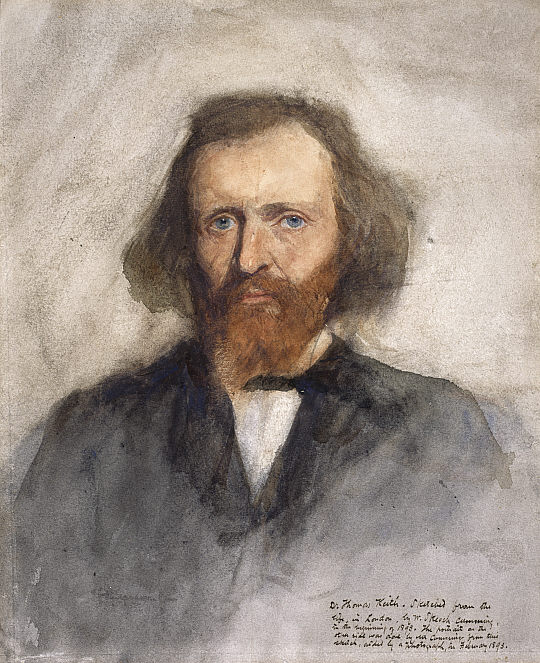
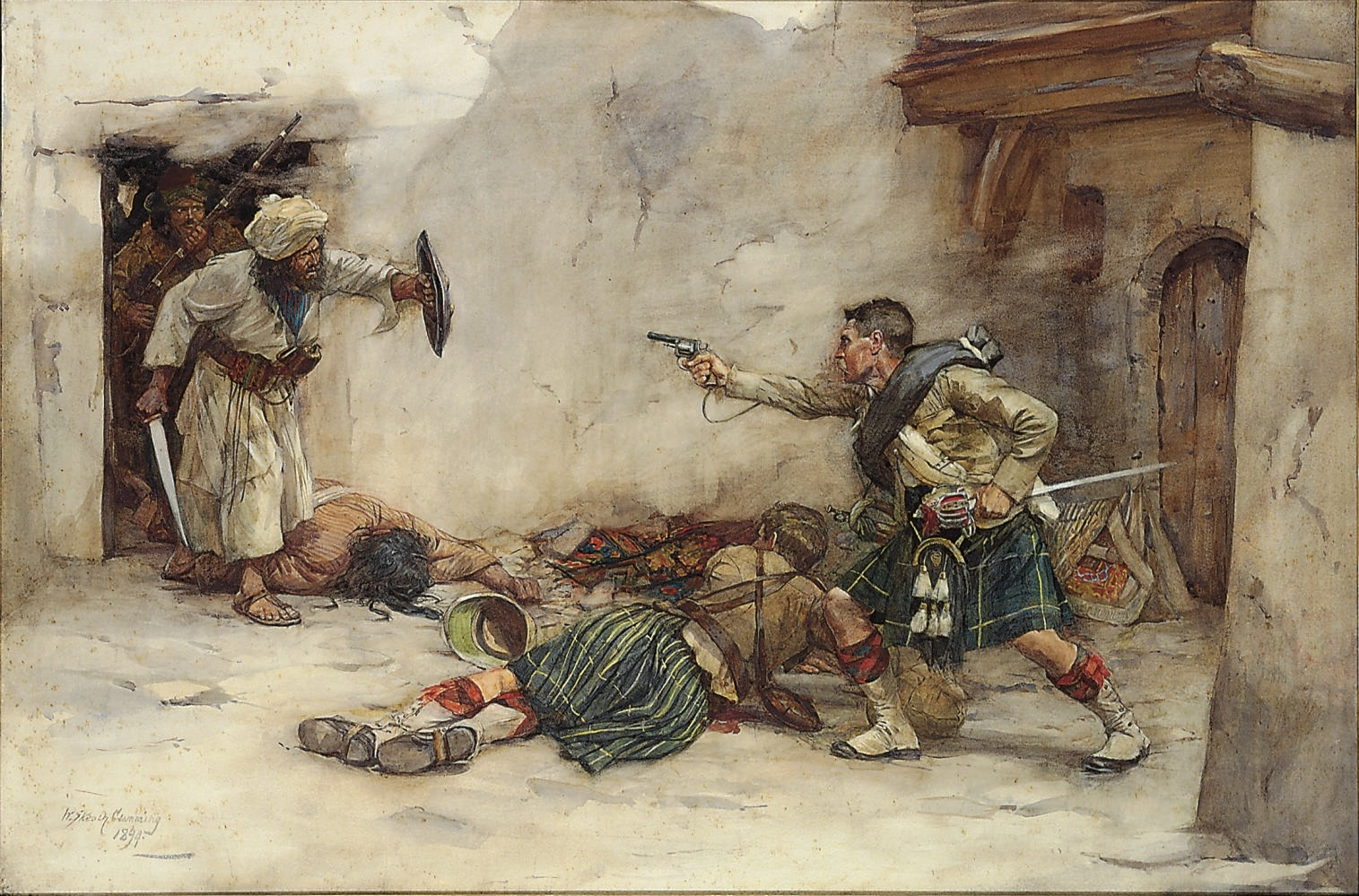
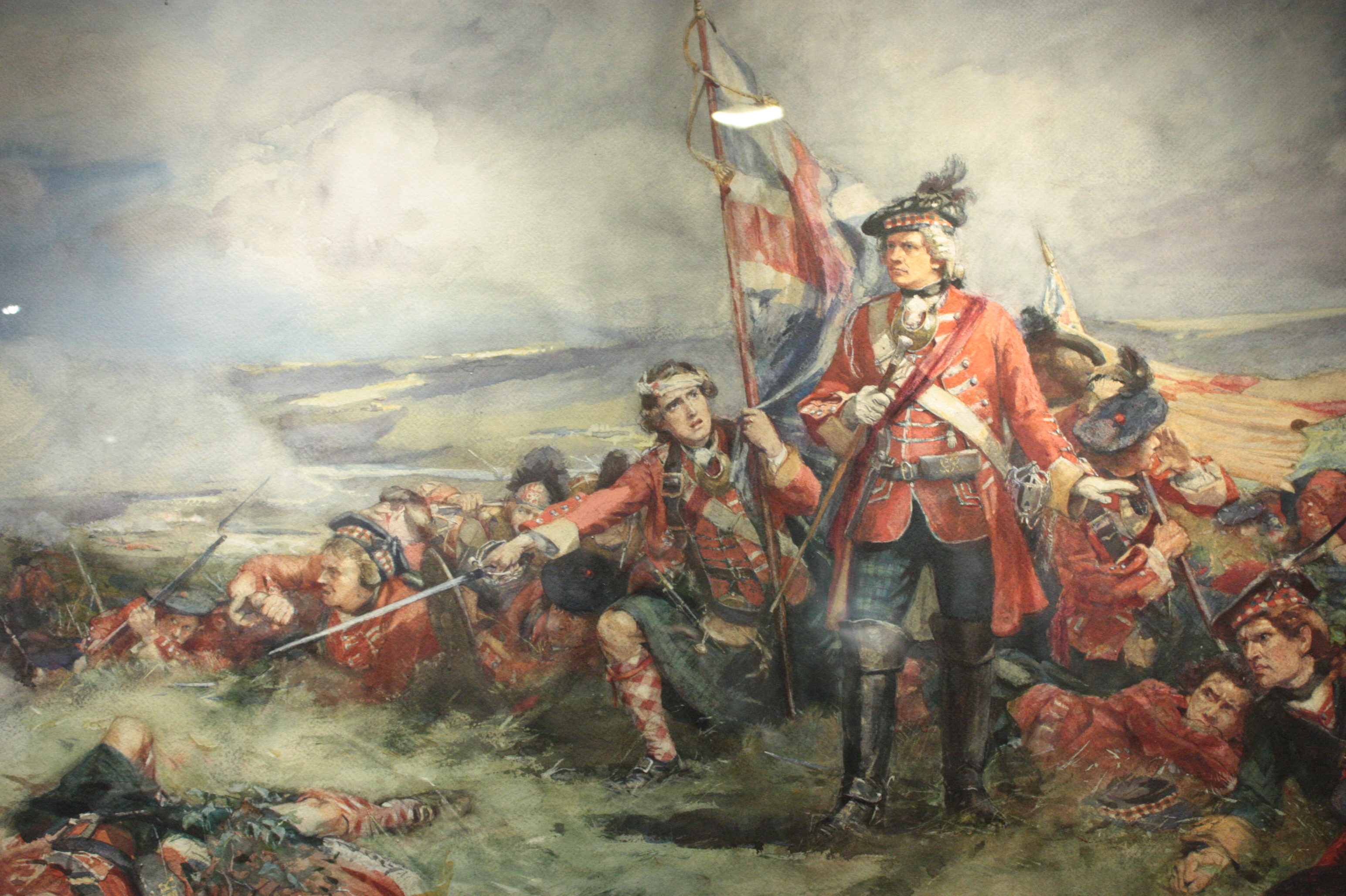

## Bilder, Werkverzeichnisse, Galerien
- Commons: William Skeoch Cumming – Sammlung von Bildern, Videos und Audiodateien

- Fotos und Gemälde von Wiliam Skeoch Cumming, vor allem militärische Szenen aus dem Zweiten Burenkrieg, im Imperial War Museum, https://www.iwm.org.uk/collections/search?query=%22William+Skeoch+Cumming%22

- Art U.K., „William Skeoch Cumming, 1864–1929“, https://artuk.org/discover/artists/cumming-william-skeoch-18641929

- National Portrait Gallery, „William Skeoch Cumming (1864-–1929)“, https://www.npg.org.uk/collections/search/person/mp57592/william-skeoch-cumming

- The National Archives, „Cumming, William Skeoch, (1864–1929), painter“, https://discovery.nationalarchives.gov.uk/details/c/F59597

- National Library of Scotland, „Correspondence and papers of the artist William Skeoch Cumming (1864-1929) and of his wife Isabella ('Belle') Sutton“; https://manuscripts.nls.uk/repositories/2/resources/16037